# Pseudoramichloridium brasilianum
Pseudoramichloridium brasilianum är en svampart som först beskrevs av Arzanlou & Crous, och fick sitt nu gällande namn av Cheew. & Crous 2009. Pseudoramichloridium brasilianum ingår i släktet Pseudoramichloridium, klassen Dothideomycetes, divisionen sporsäcksvampar och riket svampar.   Inga underarter finns listade i Catalogue of Life.